# Pseudohydnum
Pseudohydnum Möller (Galaretek) – rodzaj grzybów z rzędu uszakowców (Auriculariales).

## Systematyka i nazewnictwo
Pozycja w klasyfikacji według Index Fungorum: Incertae sedis, Auriculariales, Auriculariomycetidae, Agaricomycetes, Agaricomycotina, Basidiomycota, Fungi.
Takson utworzył Petter Adolf Karsten w 1895 r. Synonimy naukowe:
- Hydnogloea Curr., Berk. & Broome 1871
- Hydnum sect. Tremellodon Pers. 1825
- Tremellodon (Pers.) Fr. 1874

Józef Jundziłł w 1830 r. podał polską nazwę kolczak, Franciszek Błoński (za Czerwiakowskim) galaretówka, Barbara Gumińska i Władysław Wojewoda w 1968 r. galaretek.
Gatunki:
- Pseudohydnum brunneiceps Y.L. Chen, M.S. Su & L.P. Zhang 2020
- Pseudohydnum gelatinosum (Scop.) P. Karst. 1868 – galaretek kolczasty

Wykaz gatunków i nazwy naukowe na podstawie Index Fungorum. Pominięto liczne gatunki wątpliwe. Nazwa polska według W. Wojewody.